# Narragula
Narragula là một chi bướm đêm thuộc họ Geometridae.